# Picarto.tv
피카르토(Picarto.tv)는 영상 스트리밍 플랫폼으로, 주로 그림과 같은 예술적 성격을 콘텐츠로 하고 있다.

## 역사
- 2013년에 설립되었으며, 그림 실황으로 삶을 기록하기 위한 목적으로 점차 전 세계 각지의 에피스트, 아티스트가 이 온라인 플랫폼에 계정을 만들어 생방송을 진행하게 되었다.
- 2016년 5월 19일 Android 및 iOS 오픈APP에서 다운로드하여 사용한다.

## 같이 보기
- 트위치
- Justin.tv
- USTREAM
- 니코니코
- LIVEhouse.in